# 132. vestlige længdekreds
Den 132. vestlige længdekreds (eller 132 grader vestlig længde) er en længdekreds, der ligger 132 grader vest for nulmeridianen. Den løber gennem Ishavet, Nordamerika, Stillehavet, det Sydlige Ishav og Antarktis.